# Comuna Jirlău, Brăila
Jirlău (în trecut, Jârlău) este o comună în județul Brăila, Muntenia, România, formată din satele Brădeanca și Jirlău (reședința).

## Așezare
Comuna se află în lunca Buzăului, între râul Buzău (spre sud) și lacul Jirlău (spre nord). Este străbătută de șoseaua județeană DJ203, care o leagă spre sud de Făurei și spre nord de Galbenu, Bălăceanu, Ziduri și Valea Râmnicului (ultimele trei în județul Buzău). La Jirlău, din acest drum se ramifică spre est DJ203T care duce spre Vișani și DJ203K, ce duce spre vest la Mărăcineni (județul Buzău). Prin comună trece calea ferată Făurei-Tecuci, pe care este deservită de stația Jirlău.

## Demografie
Componența etnică a comunei Jirlău
     Români (94,79%)
     Alte etnii (0,21%)
     Necunoscută (5%)
Componența confesională a comunei Jirlău
     Ortodocși (94,83%)
     Alte religii (0,1%)
     Necunoscută (5,07%)
Conform recensământului efectuat în 2021, populația comunei Jirlău se ridică la 2.919 locuitori, în scădere față de recensământul anterior din 2011, când fuseseră înregistrați 3.059 de locuitori. Majoritatea locuitorilor sunt români (94,79%), iar pentru 5% nu se cunoaște apartenența etnică. Din punct de vedere confesional, majoritatea locuitorilor sunt ortodocși (94,83%), iar pentru 5,07% nu se cunoaște apartenența confesională.

## Politică și administrație
Comuna Jirlău este administrată de un primar și un consiliu local compus din 11 consilieri. Primarul, Daniel Drăguț[*], de la Partidul Social Democrat, este în funcție din 2016. Începând cu alegerile locale din 2024, consiliul local are următoarea componență pe partide politice:
|  | Partid                          | Consilieri | Componența Consiliului | Componența Consiliului | Componența Consiliului | Componența Consiliului | Componența Consiliului | Componența Consiliului | Componența Consiliului | Componența Consiliului | Componența Consiliului | Componența Consiliului |
|  | ------------------------------- | ---------- | ---------------------- | ---------------------- | ---------------------- | ---------------------- | ---------------------- | ---------------------- | ---------------------- | ---------------------- | ---------------------- | ---------------------- |
|  | Partidul Social Democrat        | 10         |                        |                        |                        |                        |                        |                        |                        |                        |                        |                        |
|  | Alianța pentru Unirea Românilor | 1          |                        |                        |                        |                        |                        |                        |                        |                        |                        |                        |

## Istorie
La sfârșitul secolului al XIX-lea, comuna făcea parte din plasa Râmnicul de Jos a județului Râmnicu Sărat și era formată doar din cătunul de reședință, cu 1452 de locuitori. În comună funcționau o biserică zidită de locuitori în 1864 și o școală mixtă de stat cu 120 de elevi, fondată în 1874. În 1925, comuna avea componența actuală, și făcea parte din plasa Orașul a aceluiași județ, având 512 locuitori.
În 1950, comuna a fost inclusă în raionul Făurei din regiunea Galați, iar în 1968 a fost transferată la județul Brăila.

## Monumente istorice
Singurul obiectiv din comuna Jirlău inclus în lista monumentelor istorice din județul Brăila ca monument de interes local este statuia eroilor Primului Război Mondial construită în 1938 și amplasată în zona primăriei și școlii din satul Jirlău. Ea este clasificată ca monument memorial.